# Cèdres de Dieu

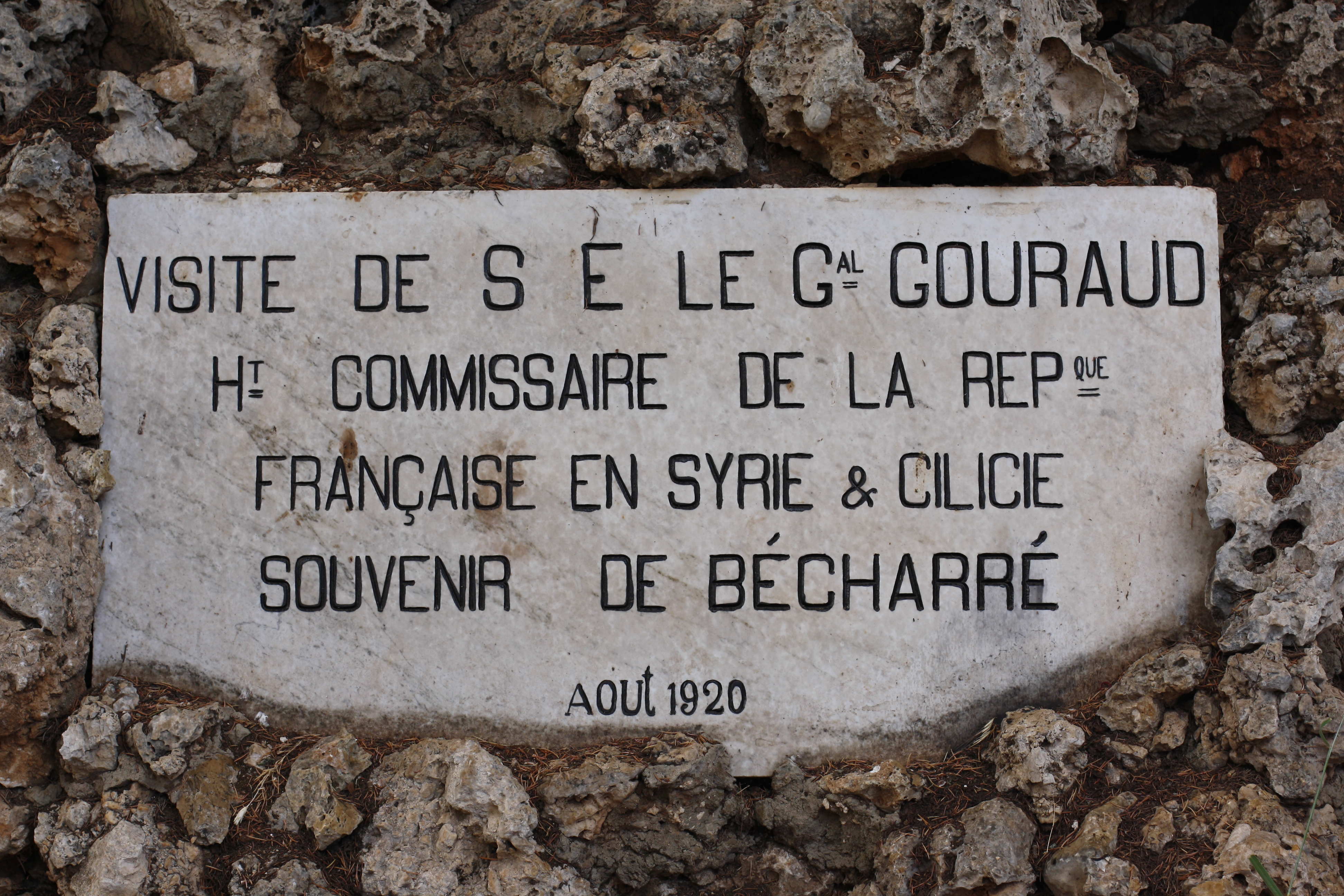
Plaque commémorative française.

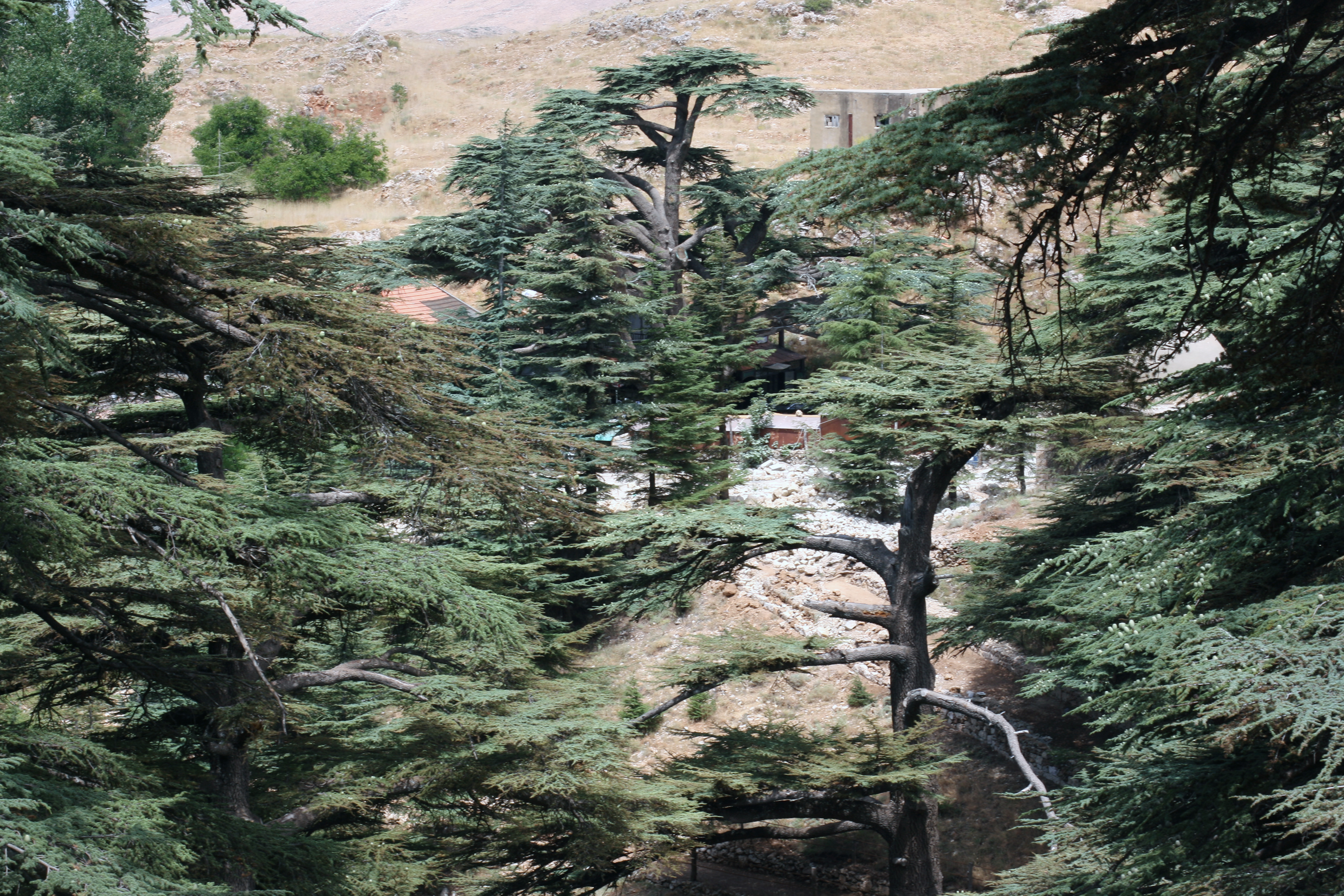
Forêt des Cèdres de Bcharré.

La forêt des Cèdres de Dieu (en arabe : أرز الربّ Horsh Arz el-Rab) est l’un des derniers vestiges de l'ancienne forêt de cèdres du Liban qui recouvrait l’étage végétal supérieur du Mont-Liban. Le site de la forêt des Cèdres est classé « réserve forestière » et, avec la vallée de Qadisha qui lui est contiguë, il est inscrit par un comité de l'UNESCO sur la liste du patrimoine mondial depuis 1998.

## Description
La forêt est située sur le versant occidental du Mont-Liban sur le mont Makmel, entre 1 900 et 2 050 m d'altitude, à l'est du village de Bcharré. Elle est ainsi située dans l’étage montagnard de végétation du Mont-Liban, occupé également par le sapin de Cilicie. Comme ailleurs au Liban les sapins et les cèdres n’ont pu franchir la crête, trop élevée du Mont-Liban, ce qui explique leur absence sur le versant oriental de la montagne.
Recouvrant autrefois une plus grande partie du territoire libanais les anciennes forêts de cèdres ont souffert de l’excès d’abattage dû à une exploitation millénaire et font place aujourd’hui à des d’îlots discontinus dans l’étage montagnard. La forêt des Cèdres de Dieu n’en est aujourd’hui que l’un des vestiges. Revêtant une grande importance culturelle et religieuse, en lien avec le patrimoine religieux de la vallée de Qadisha,  elle est cependant moins étendue que d’autres forêts, dont celle de la réserve naturelle du Chouf, mais comporte les arbres les plus vieux. Elle contient environ 375 arbres dont deux seraient âgés de plus de trois mille ans et dix de plus de mille ans, les autres étant âgés de plusieurs siècles au moins. Des boisements s’étendent à proximité de la réserve forestière et contiennent des cèdres plantés depuis près de soixante ans.
Parmi les arbres remarquables de la forêt, on trouve le Cèdre de Lamartine sur le tronc duquel une plaque commémorative a été posée en souvenir du passage dans la région du poète Lamartine en 1832. Foudroyé en 1992, cet arbre a été transformé par l’artiste libanais Rudy Rahmé en une sculpture « naturelle » dévoilée en 1996,.
Né à Bécharré, le sculpteur Rudy Rahmé réalisa 70 œuvres sur les troncs d'anciens cèdres de la forêt des Cèdres de Dieu.

## Gestion et protection
Le site de la forêt des cèdres est classé « réserve forestière » et est soumis aux dispositions de la loi du 8 juillet 1939 relatives aux vues et aux sites naturels ainsi qu’à plusieurs textes de protection spécifiques, dont le décret-loi 558 du 24 juillet 1996 concernant la protection des forêts du Liban sous l'égide du Ministère de l'agriculture.
La supervision professionnelle de la forêt des Cèdres est sous la responsabilité de la Direction Générale des Antiquités, au Ministère de la culture. Elle est gérée en collaboration avec les municipalités de Bcharré et des différents villages de la commune et les Ministères de l’agriculture, de l’environnement et du tourisme. En outre une organisation non gouvernementale, le Comité des amis de la forêt des cèdres travaille en association avec ces instances officielles. Fondé en 1985, ce comité œuvre à la protection sanitaire et environnementale de la forêt, à la construction et l’entretien des barrières de protection ainsi qu’au reboisement du Cedrus Libanus,.

## Patrimoine mondial

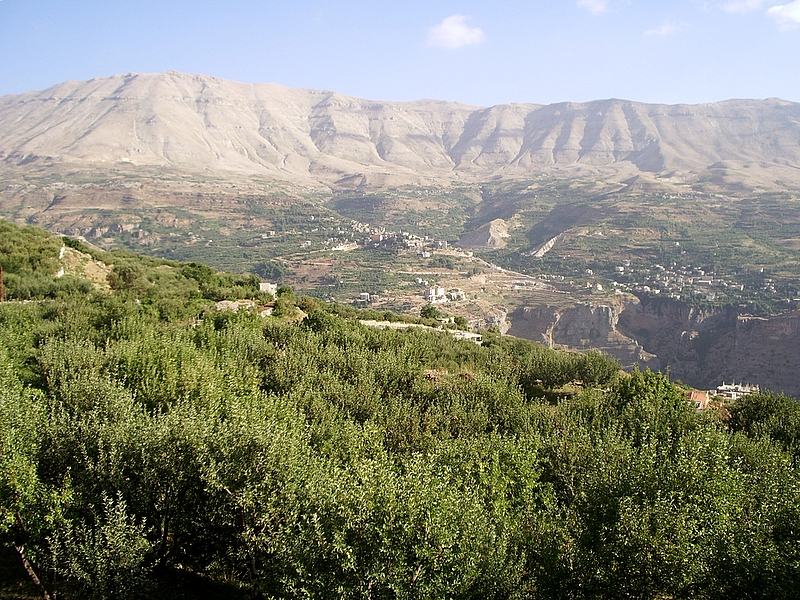
La vallée de Qadisha, classée à l'UNESCO avec notamment sa forêt de Cèdres

Avec la vallée de Qadisha, le site de la forêt des Cèdres est inscrit par un comité de l'UNESCO sur la liste du patrimoine mondial depuis 1998 sur la base de critères culturels iii et iv. Le caractère exceptionnel du site tient d’une part au lien historique et géographique entre la forêt et la vallée de Qadisha, un des plus importants centres mondiaux d’érémitisme chrétien. Il tient d’autre part au caractère sacré du cèdre du Liban, cité 103 fois dans la Bible et dans « l’Epopée de Gilgamesh », et à sa valeur symbolique nationale,.

## Évocation dans la littérature
Cette forêt de Cèdres fut évoquée dans différents textes de la littérature. Alphonse de Lamartine alla voir les Cèdres en 1833, et les évoqua dans son récit Voyage en Orient et son récit poétique La Chute d'un ange. C'est également le sujet de Yamilé sous les Cèdres, un roman de Henry Bordeaux lequel visita Le Liban en 1922.

## Galerie de photographies

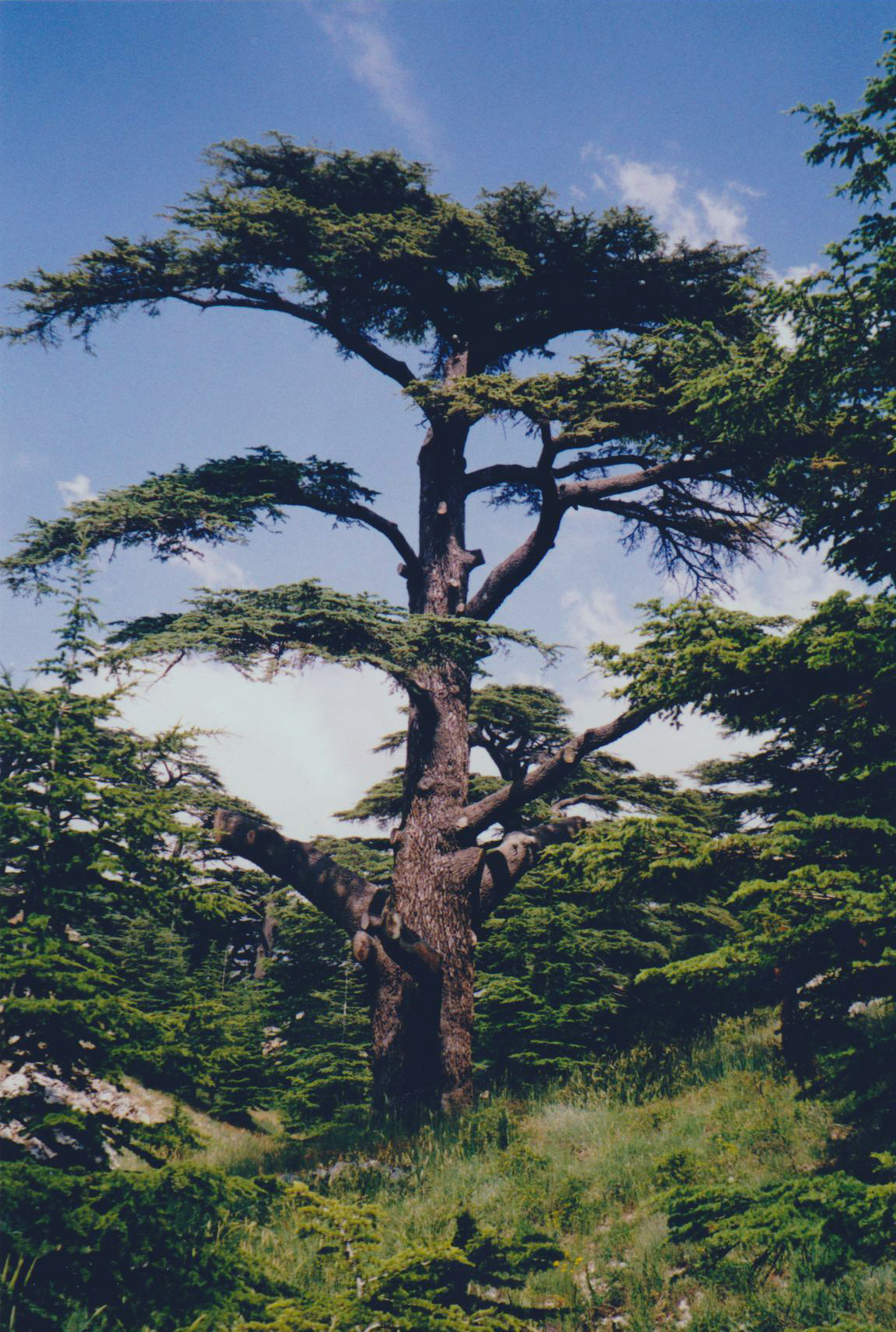
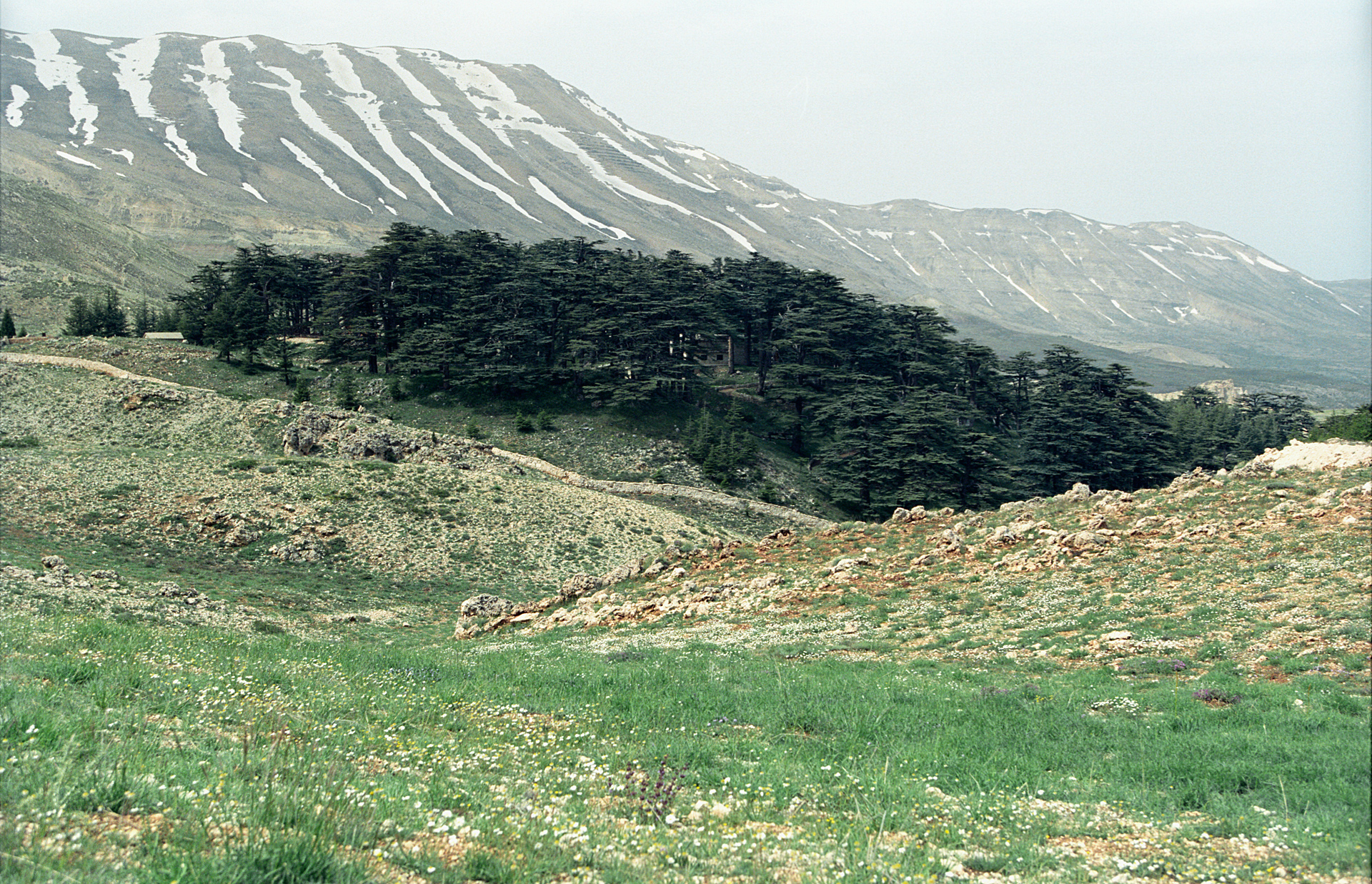
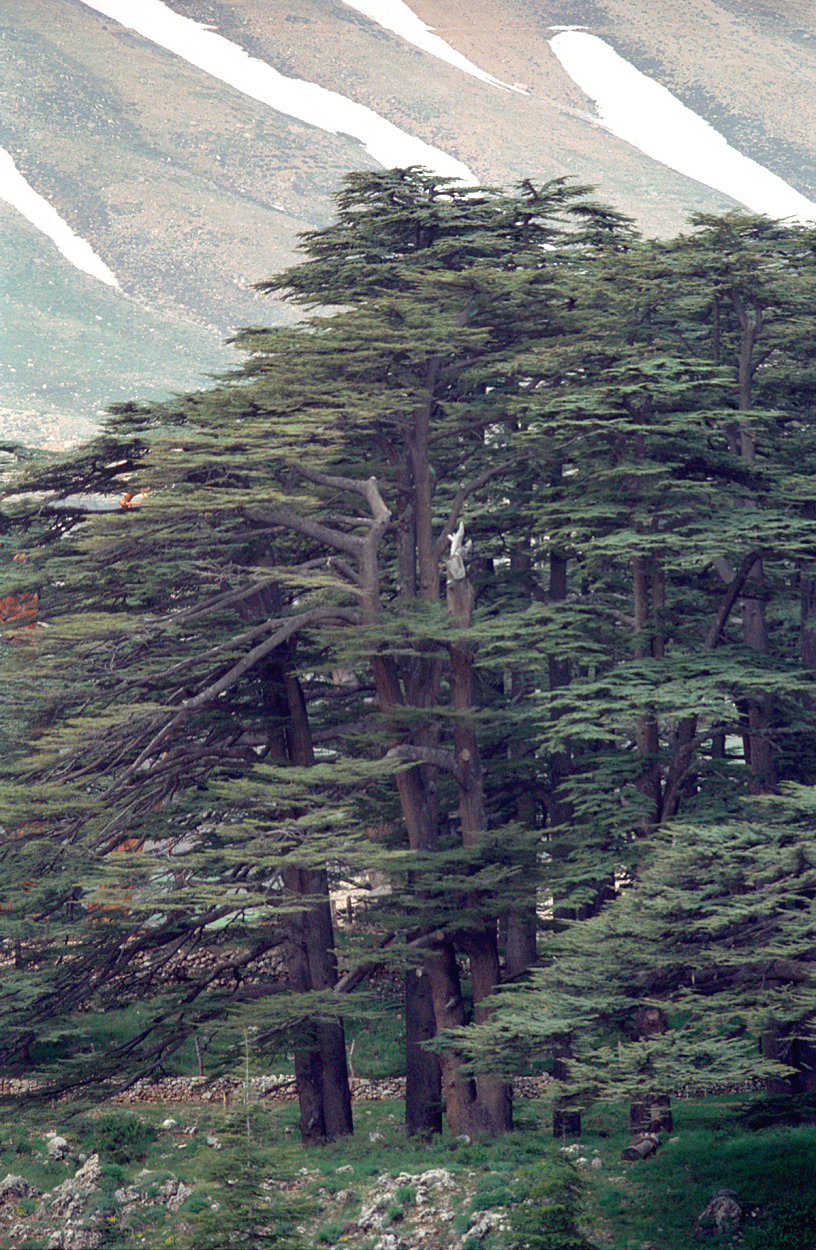
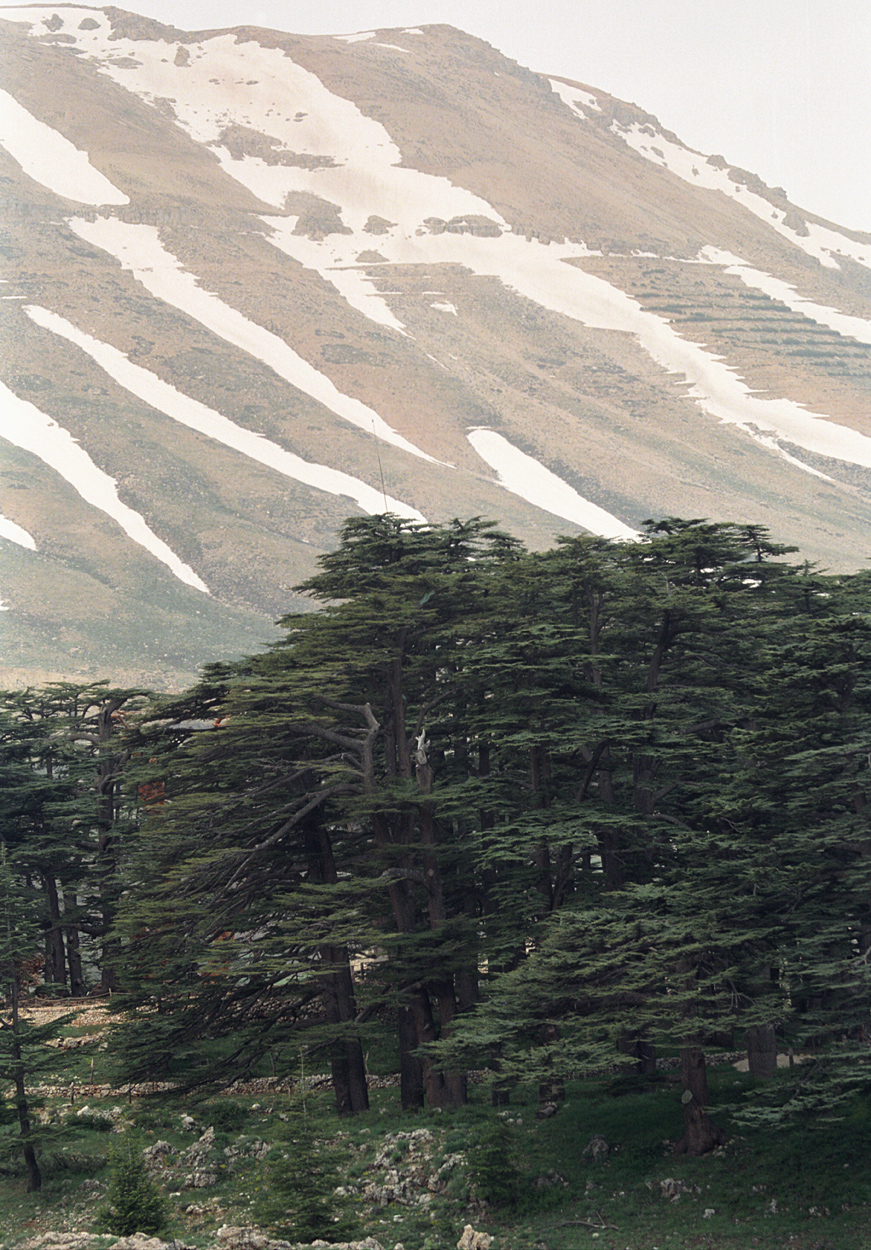
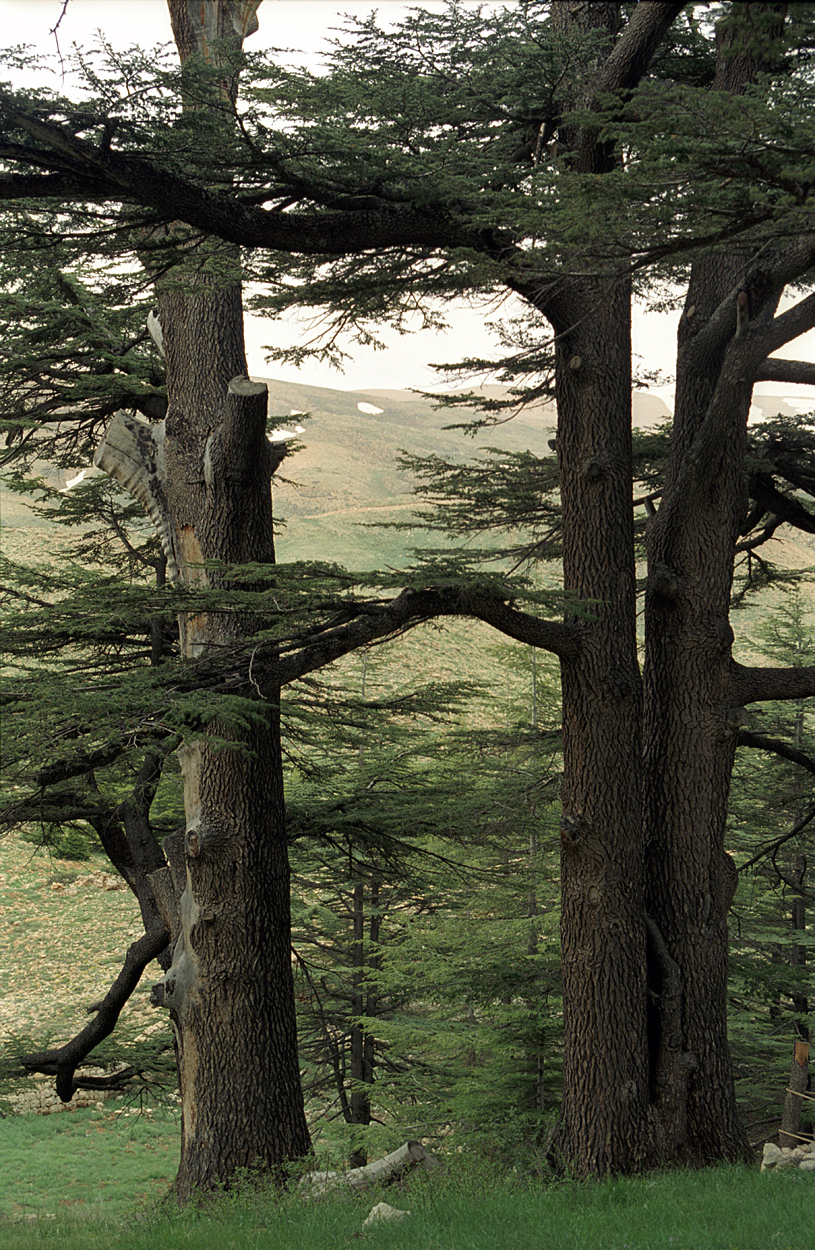
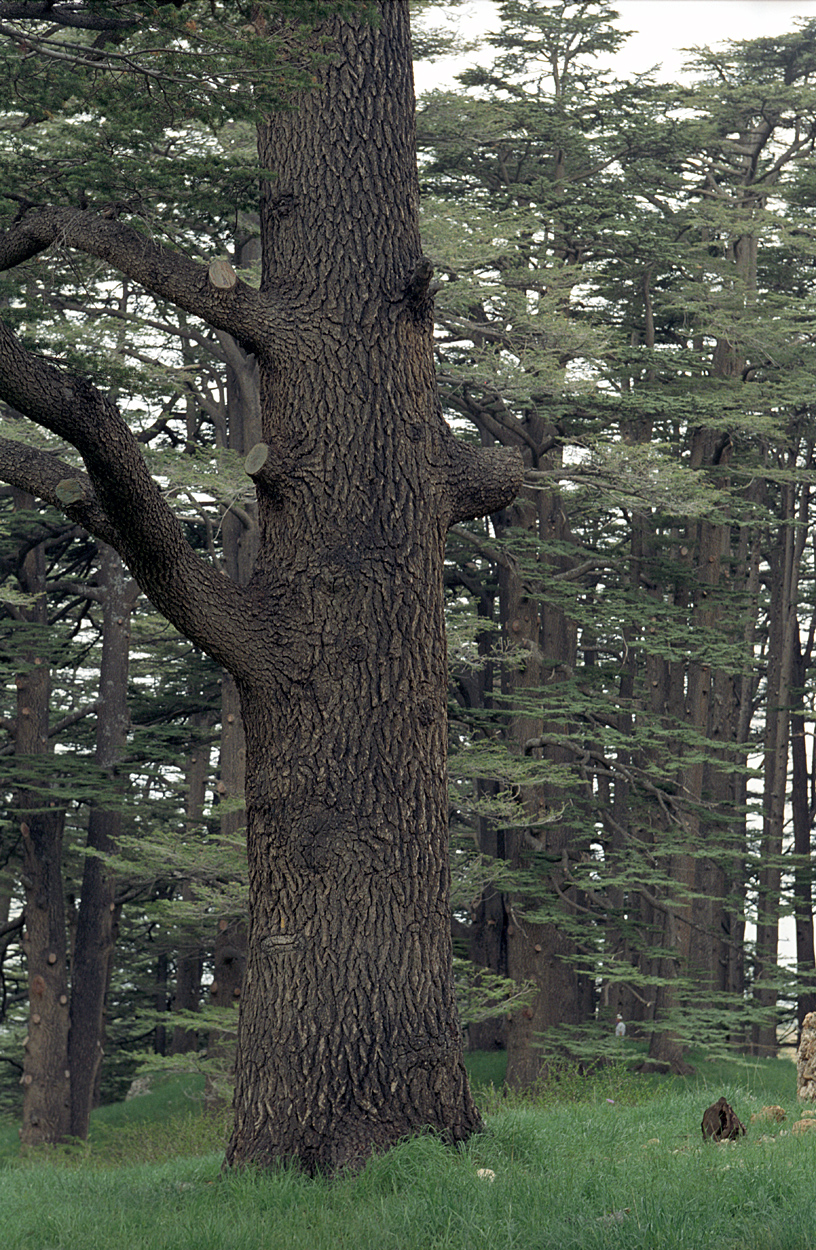
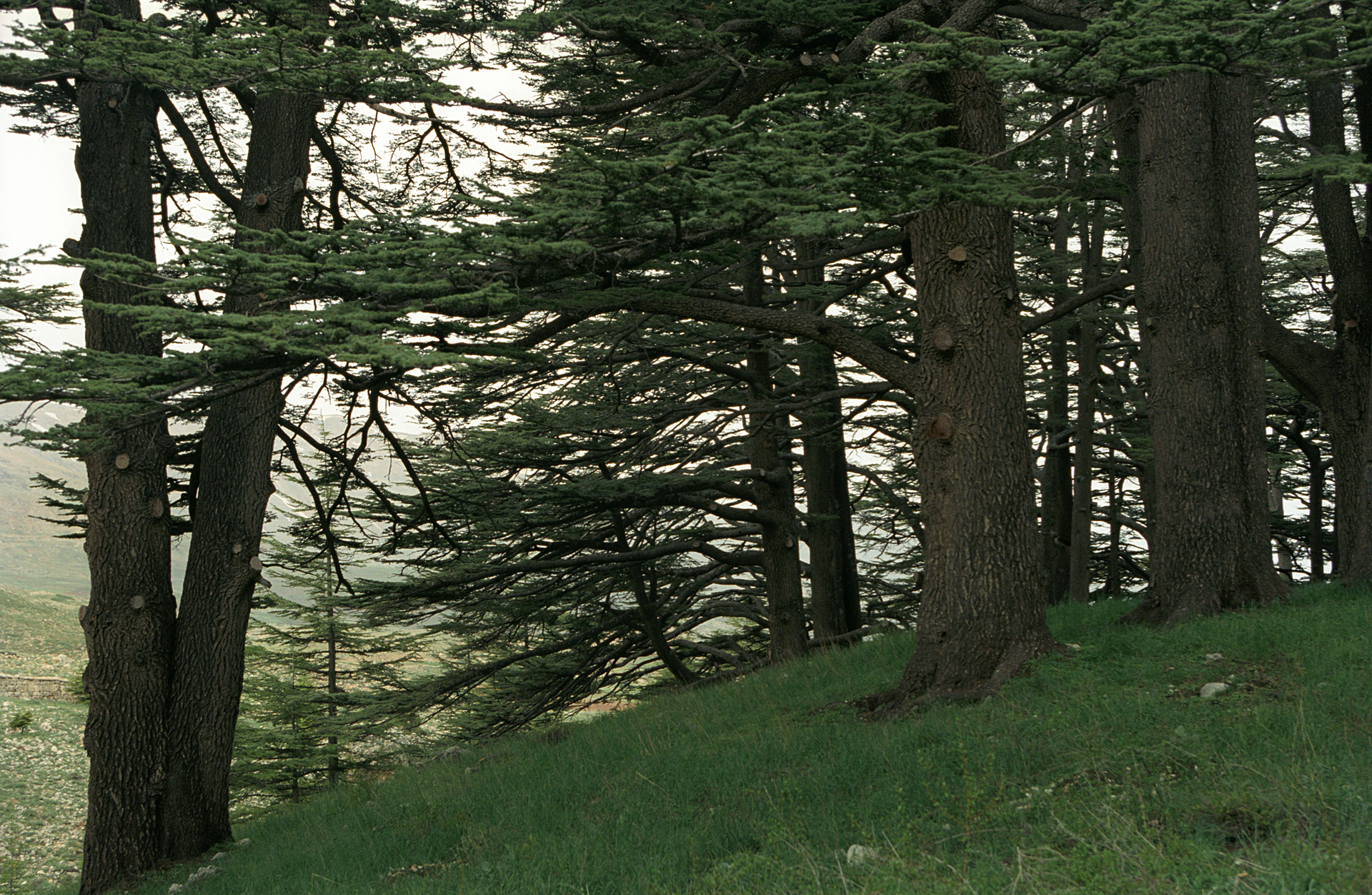
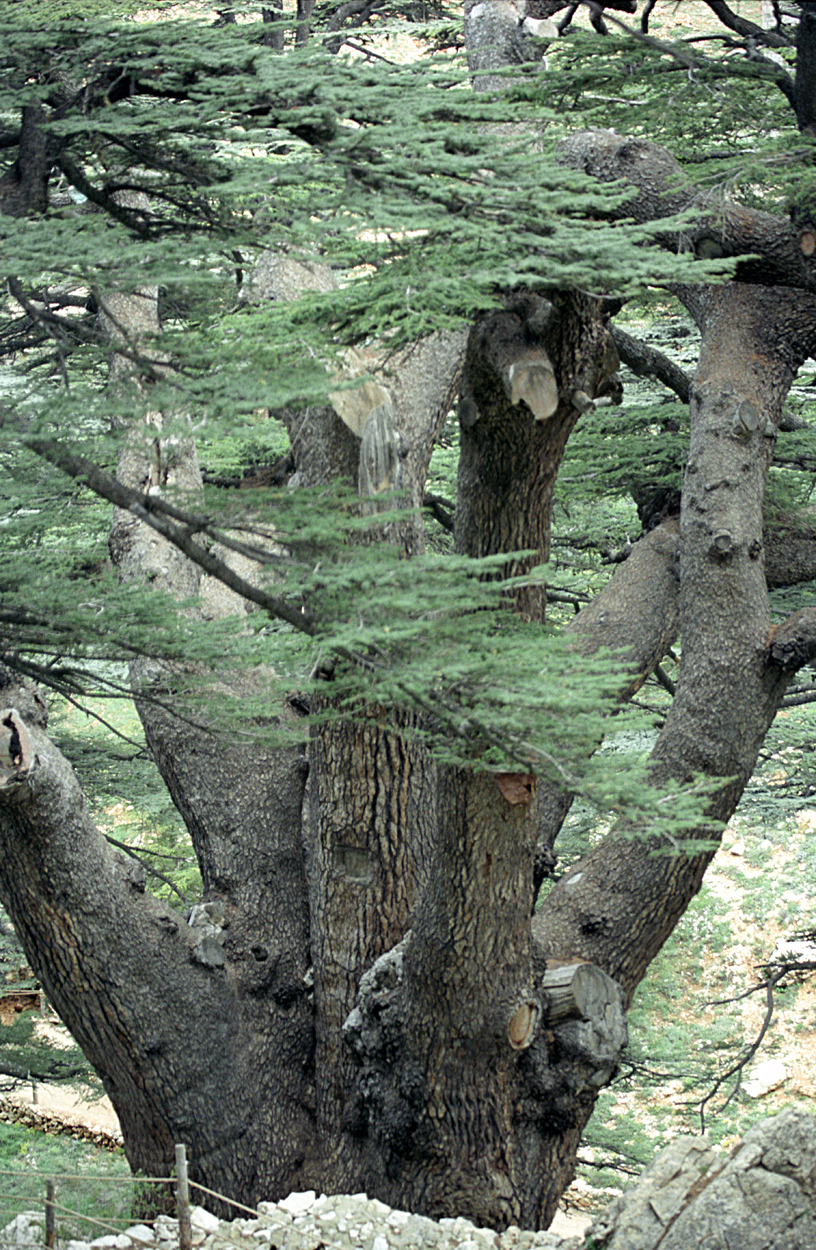
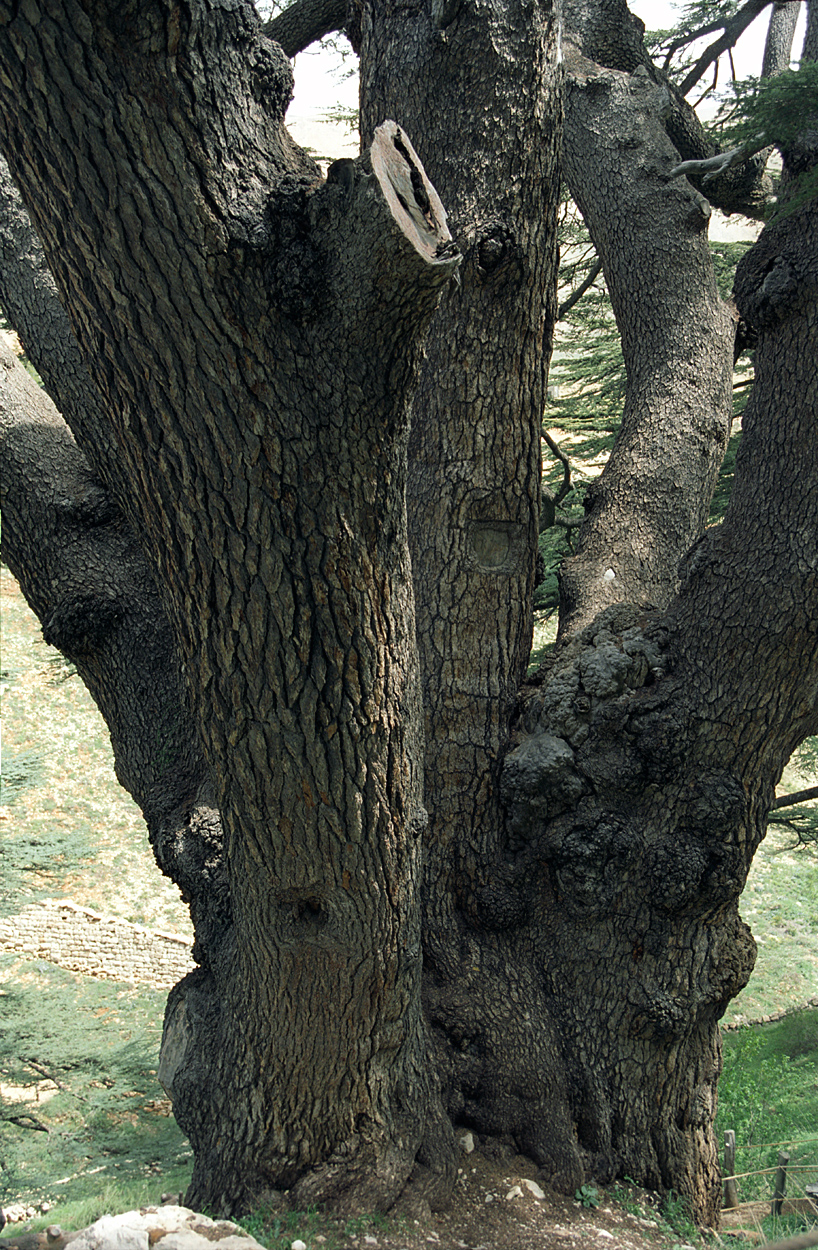
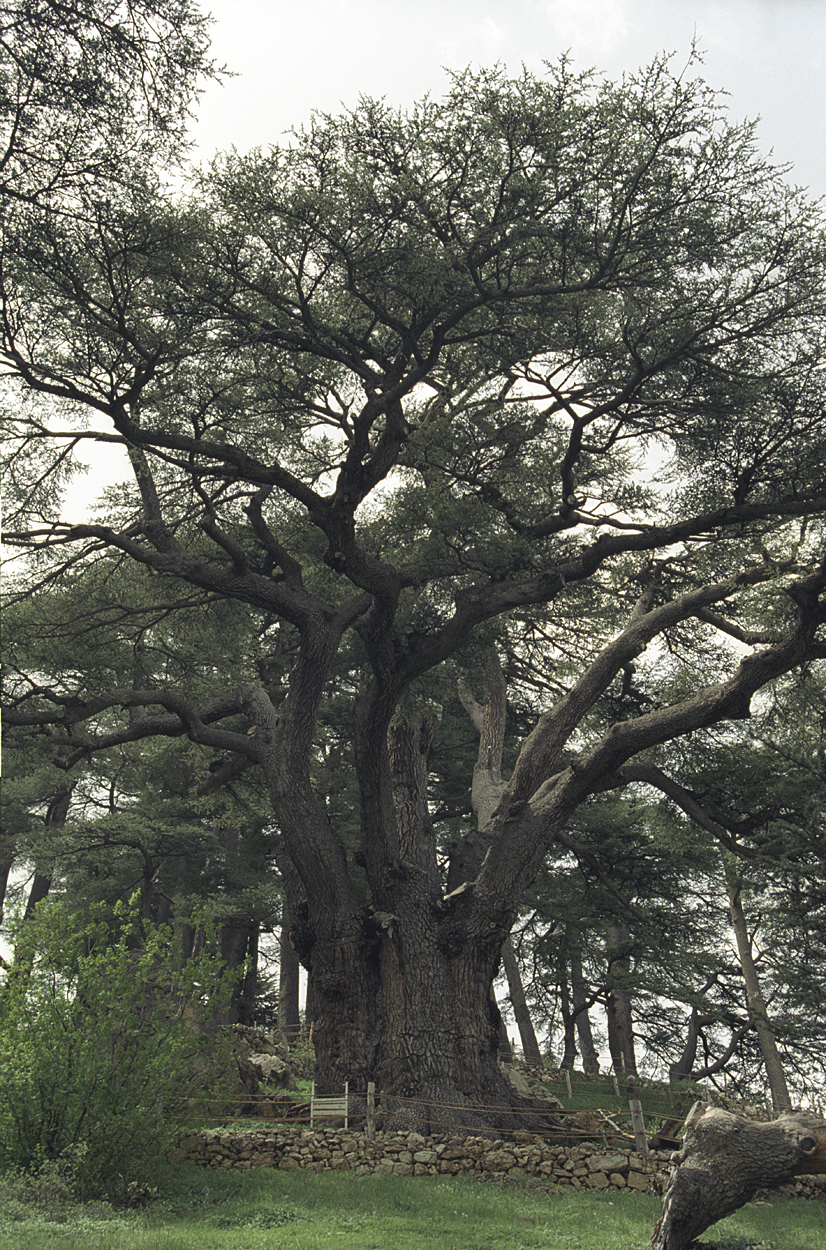
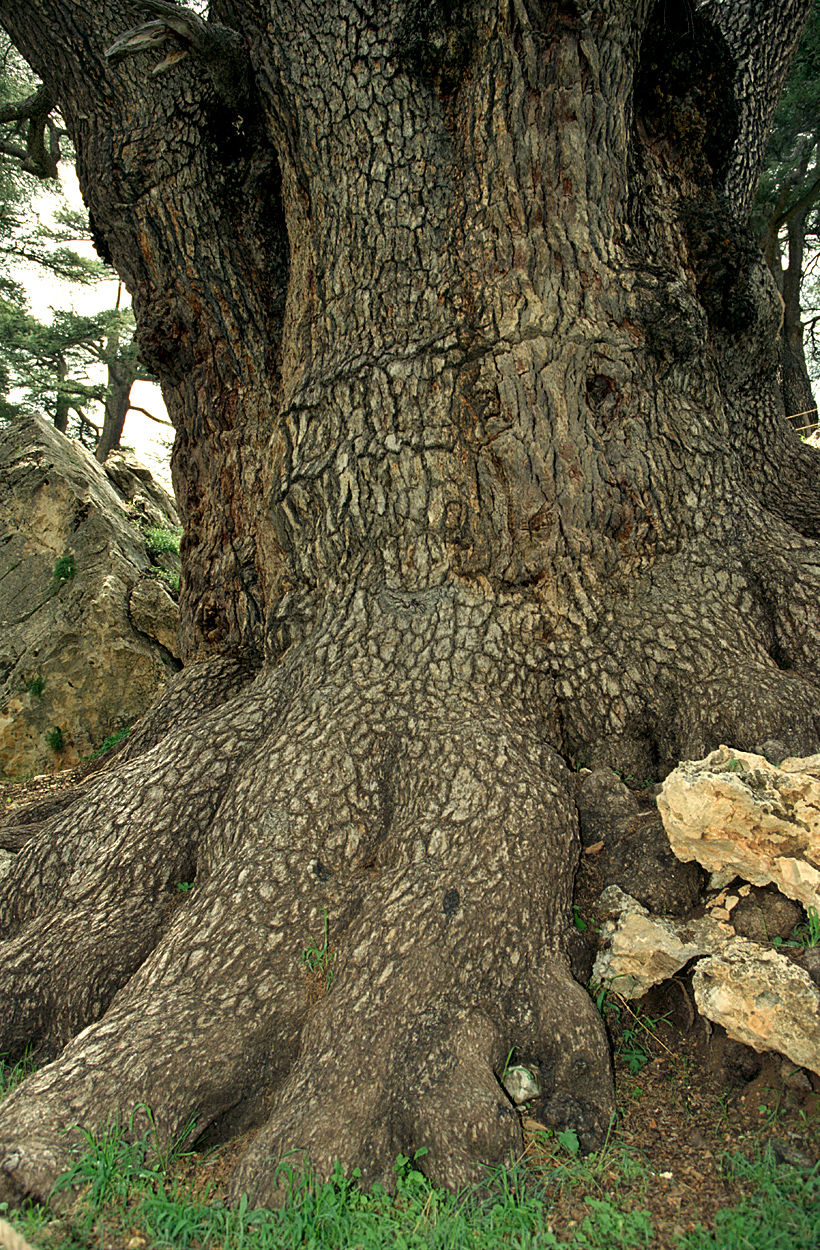
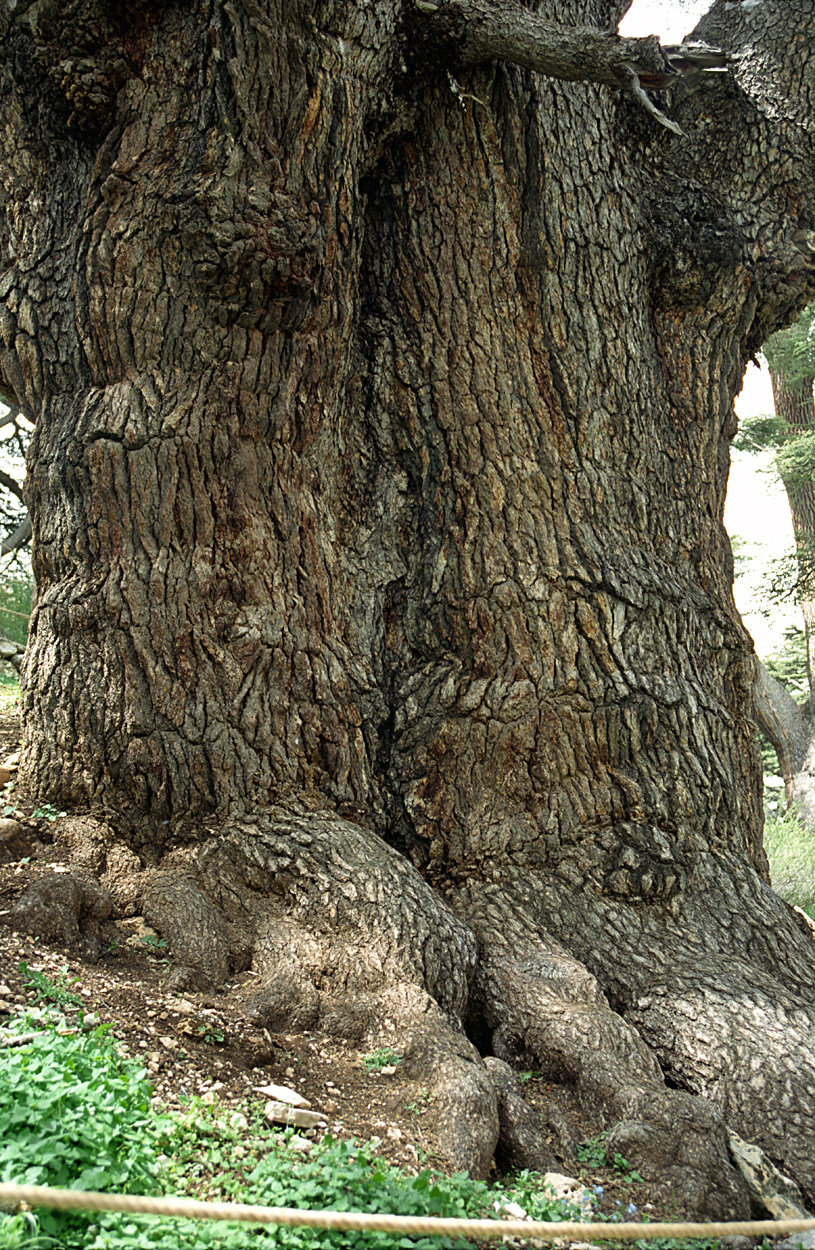
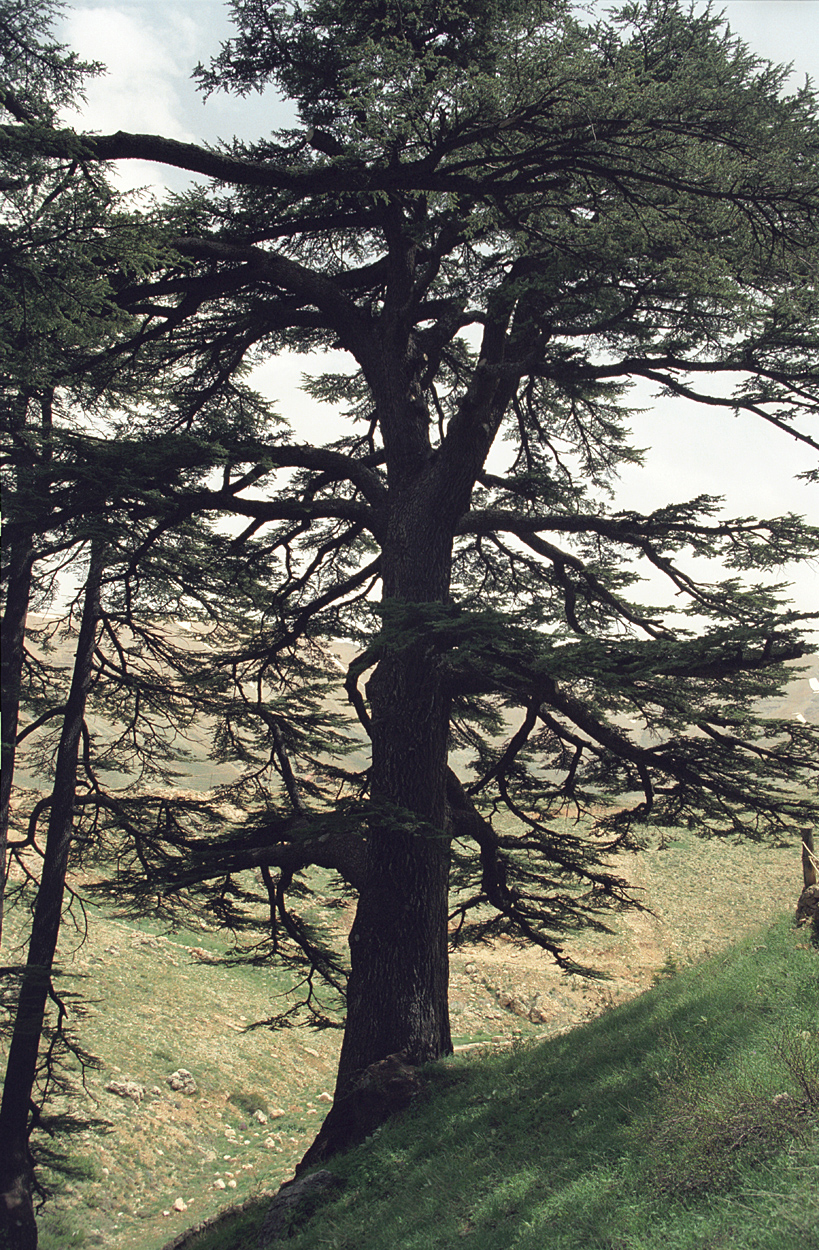
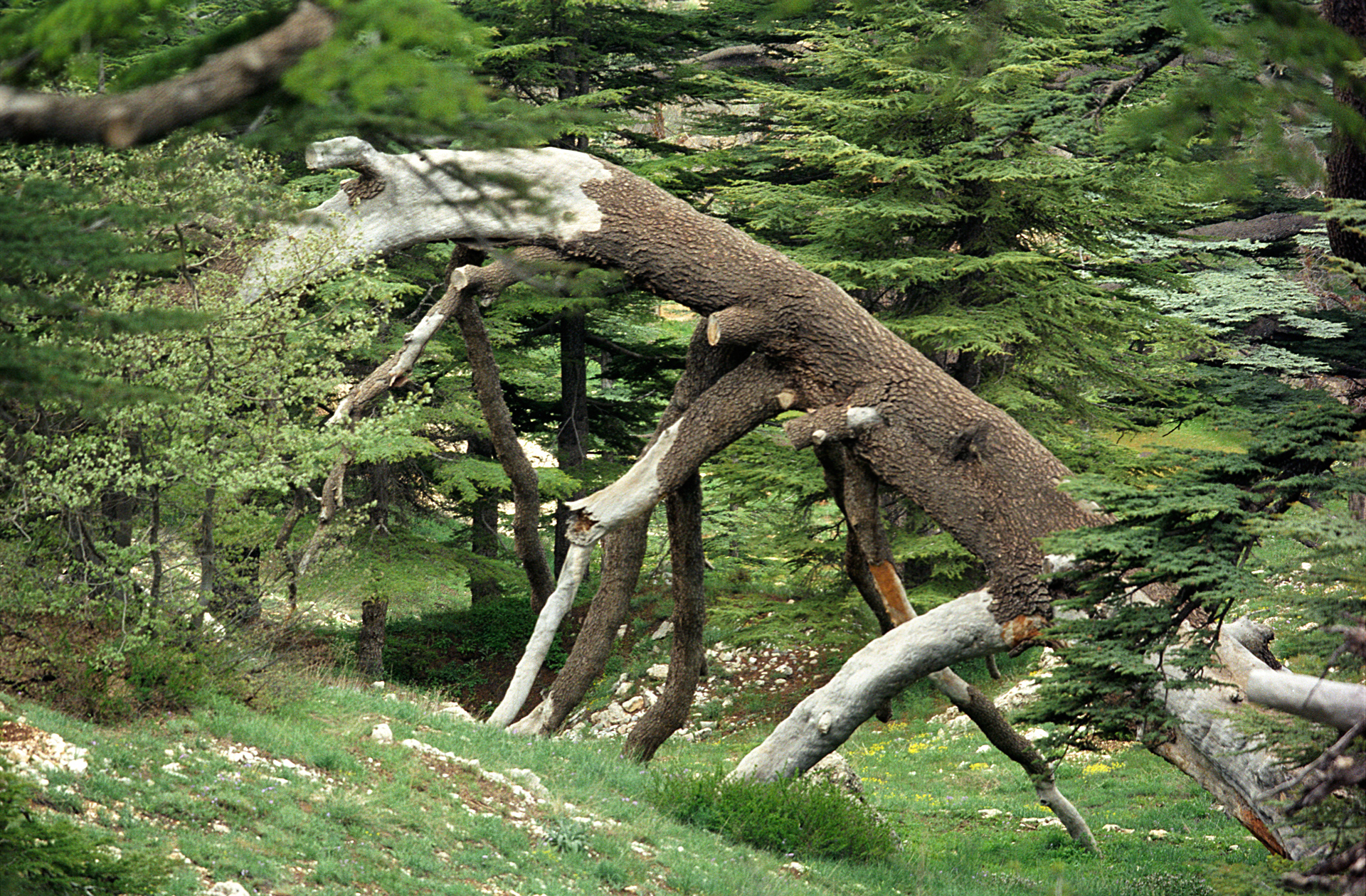
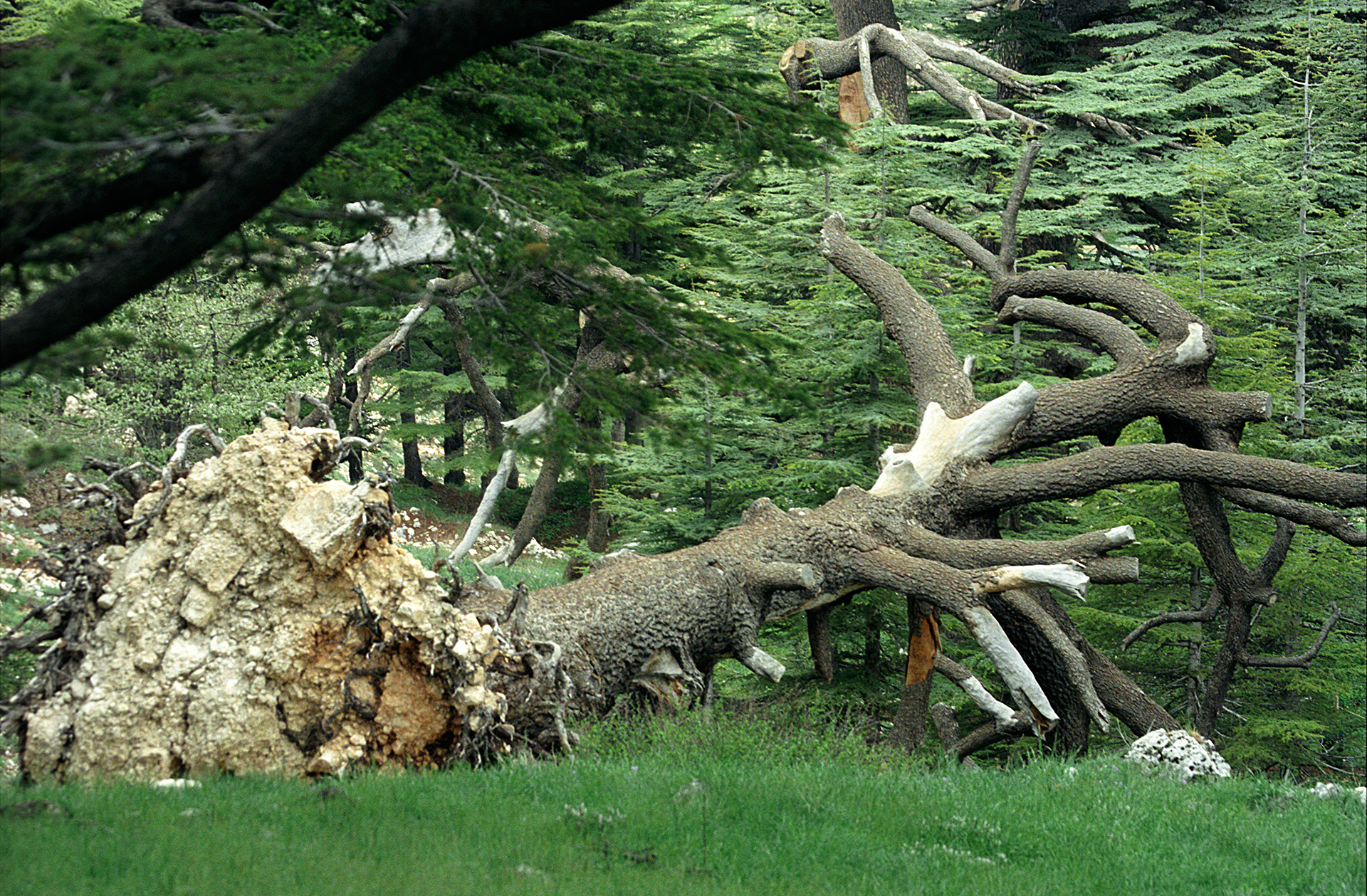
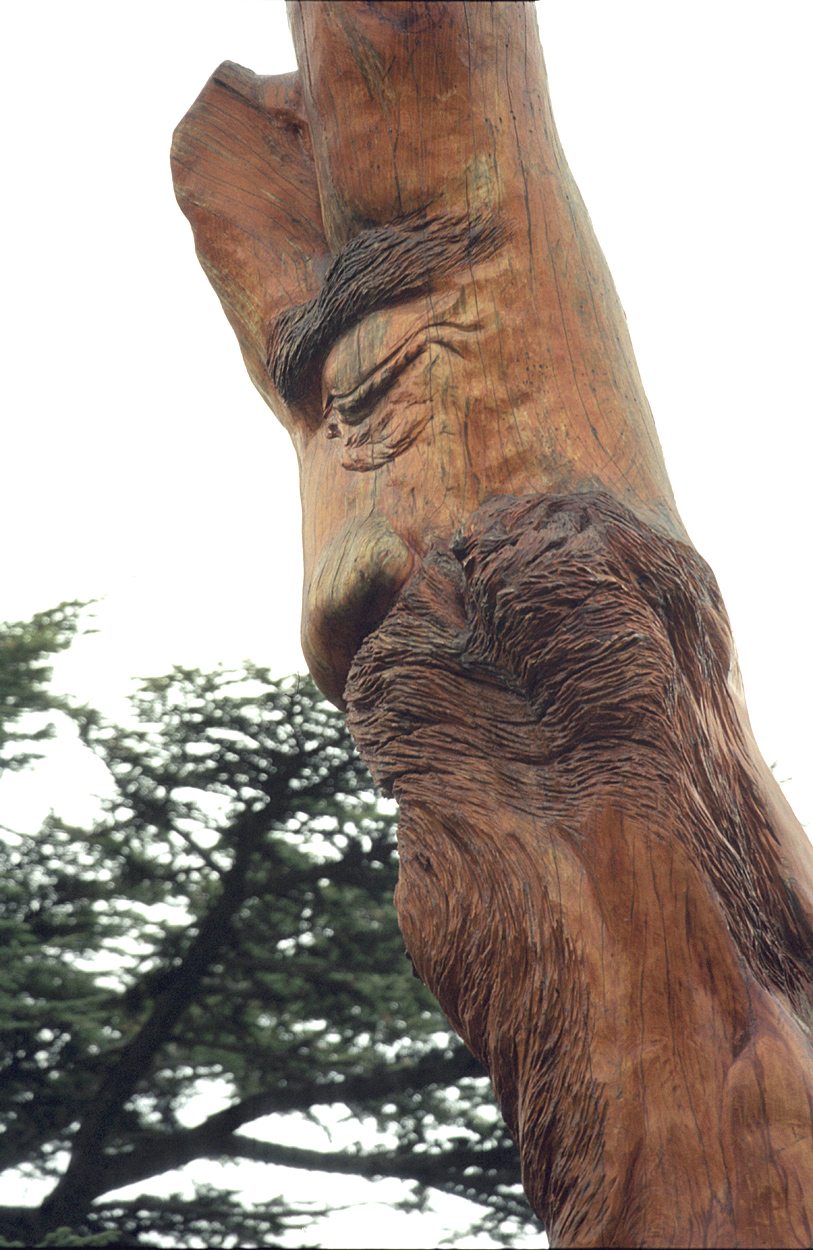
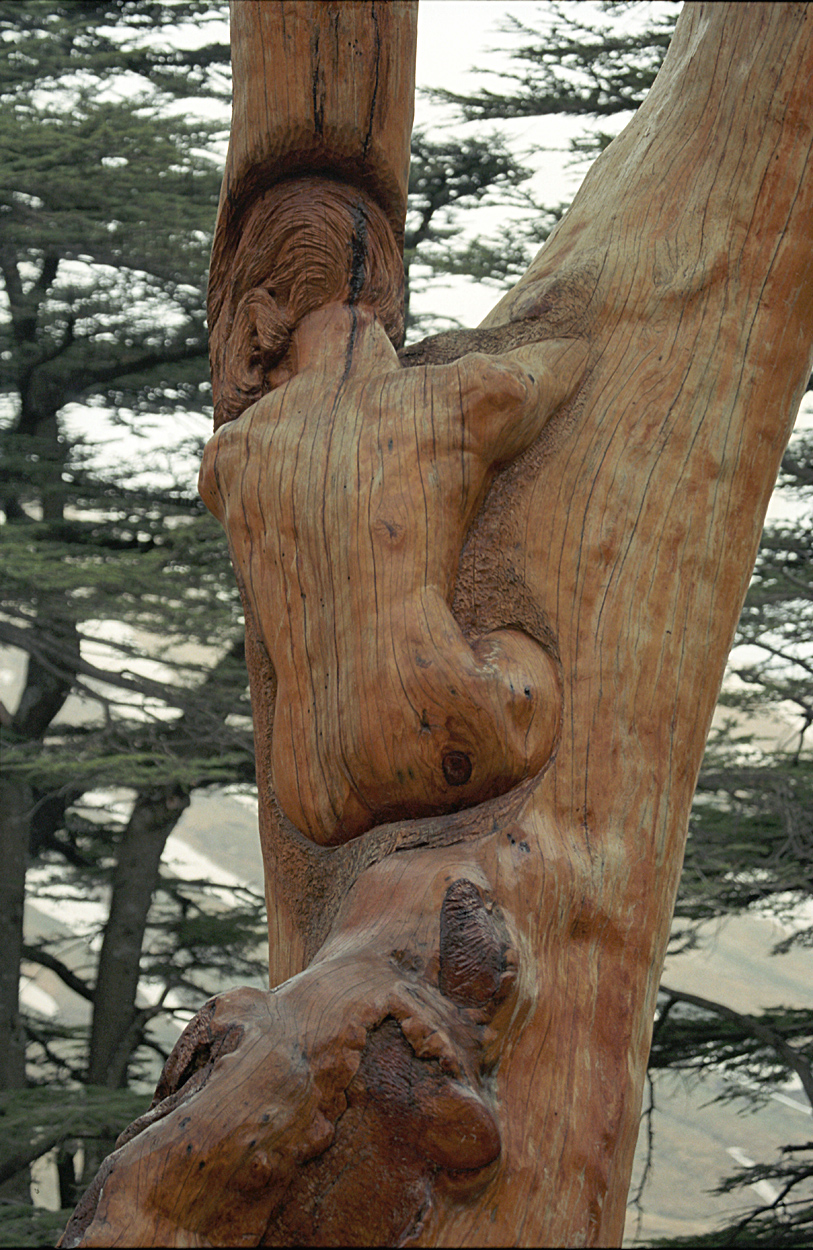
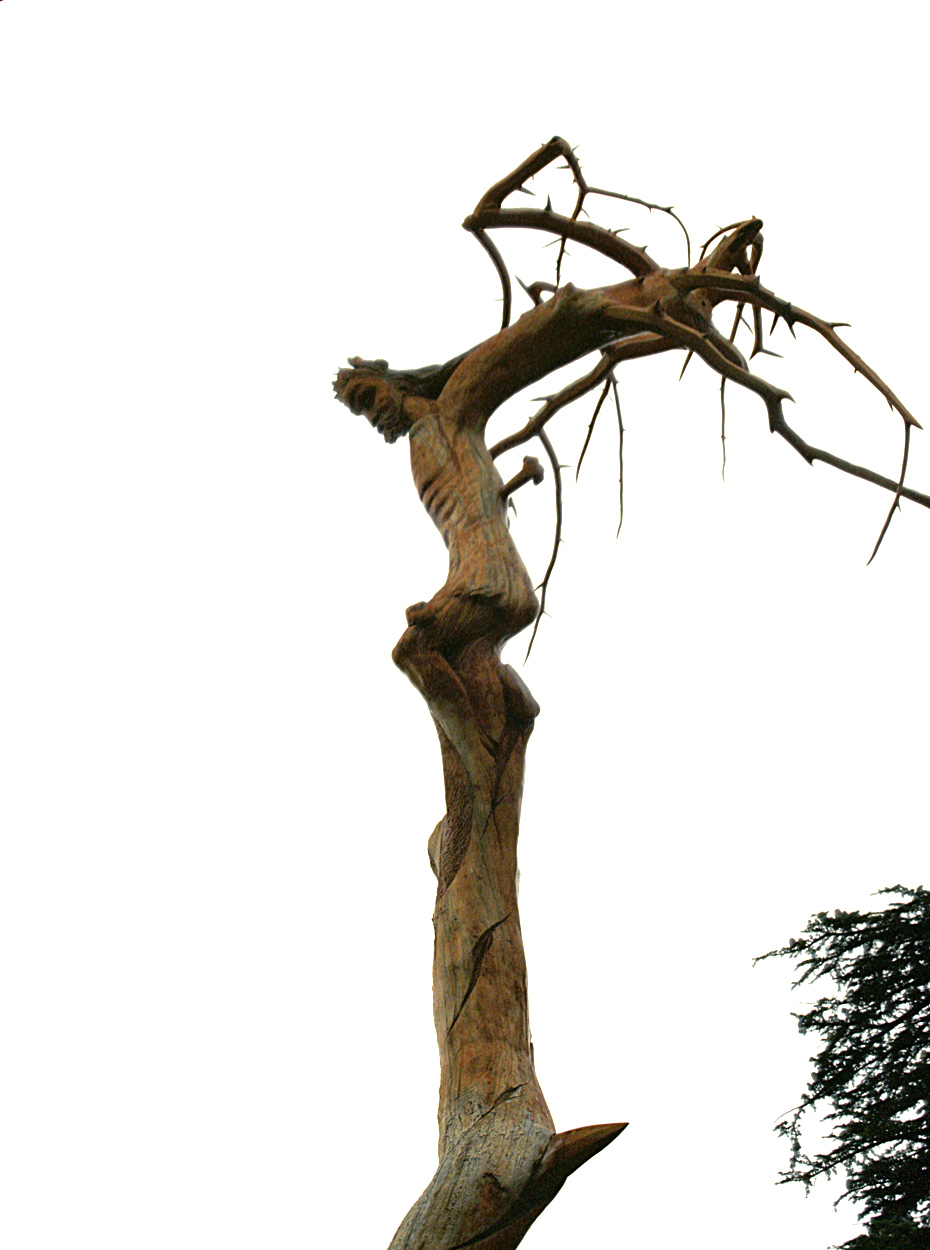
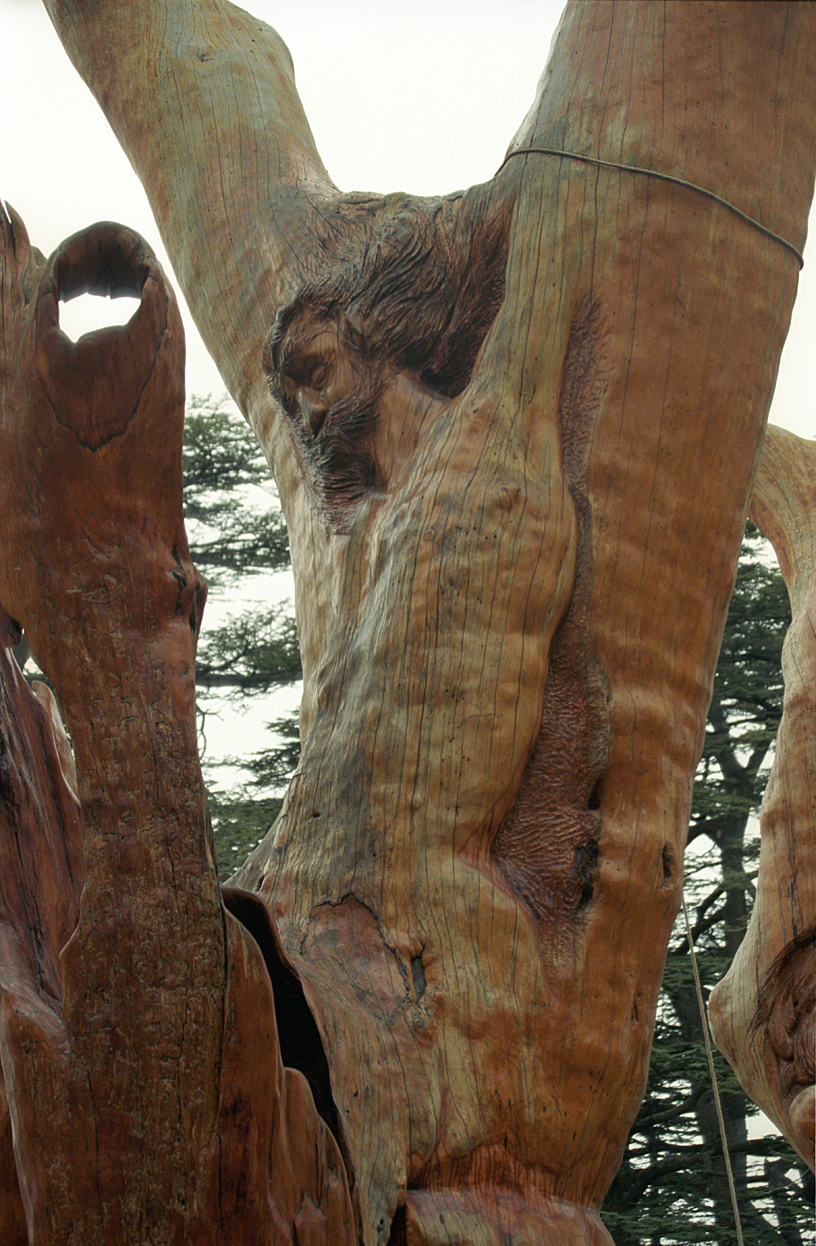
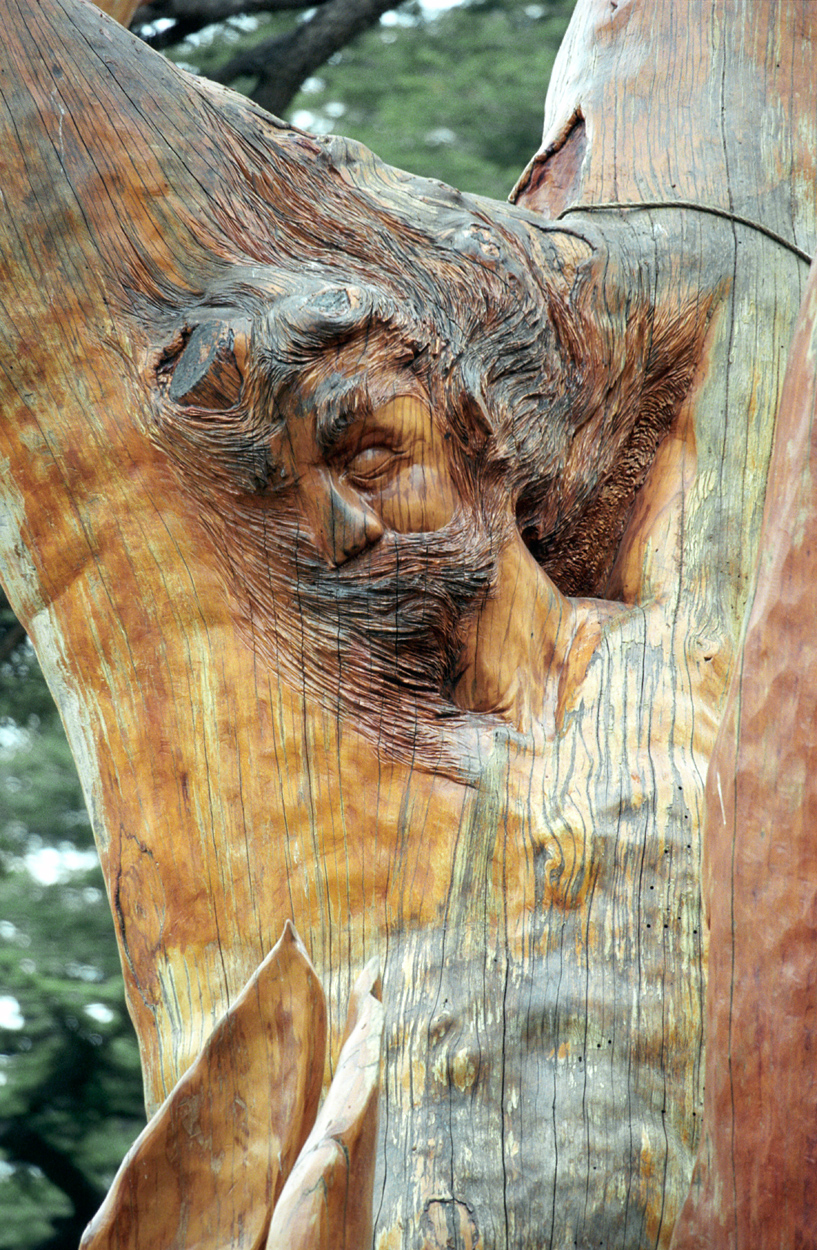
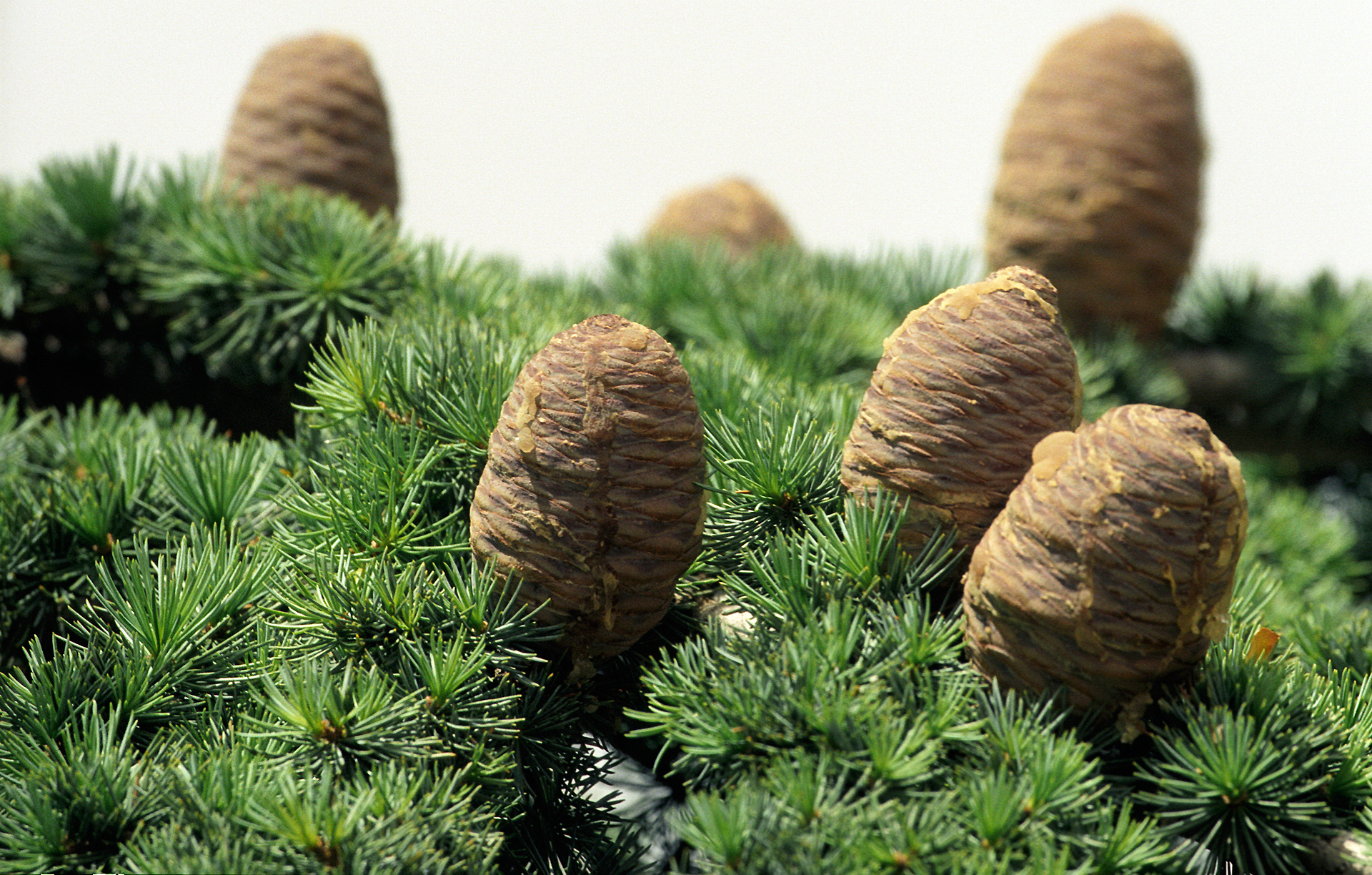
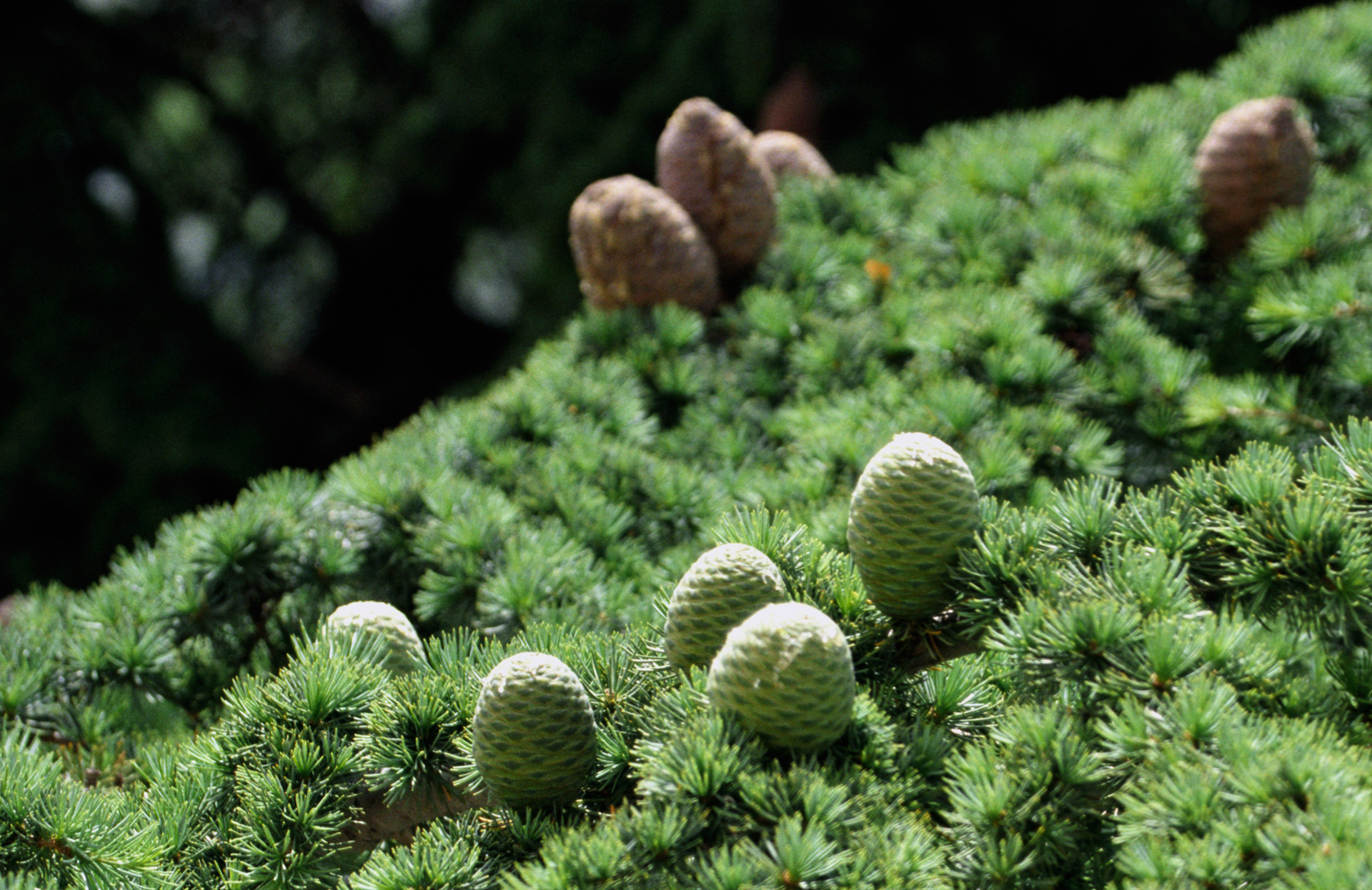
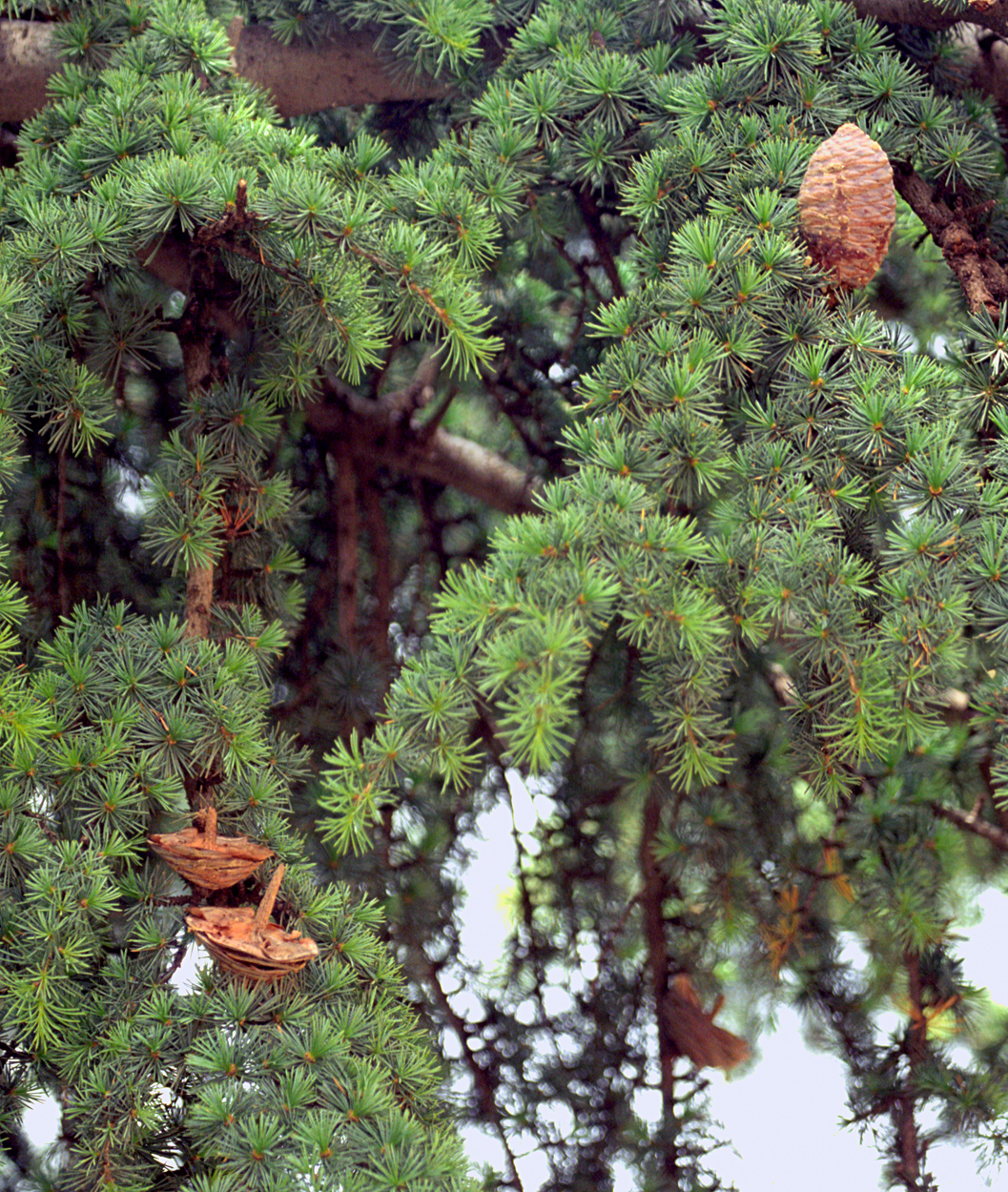